# Lars Peter Walmstedt
Lars Peter Walmstedt, född 2 november 1782 i Nyköping, död 30 juli 1858, var en svensk kemist och geolog.
Han var son till kryddkrämaren Jonas Walmstedt och Katarina Råström och gifte sig 1818 med Anna Sofia Wahlström.
Walmstedt blev 1802 student vid Uppsala universitet. Han avlade filosofie kandidatexamen där 1806 och blev samma år filosofie magister. I början av sin akademiska bana ägnade han sig främst åt matematik och blev docent i detta ämne 1809. Först ett par år senare började han mer uteslutande sysselsätta sig med kemi, i vilken vetenskap han 1813 förordnades till docent och 1814 till adjunkt. Under den åldrige Johan Afzelius tjänstledighet och sedan denne 1820 erhållit avsked, förestod Walmstedt åtskilliga terminer kemiprofessuren och utnämndes till dess ordinarie innehavare 1822. 
Då kemiska professuren 1852 delades på två lärostolar, behöll Walmstedt som läroämne geologi och mineralogi. Vid sin bortgång var han ledamot av Vetenskapsakademien sedan 1825 och av Vetenskapssocieteten i Uppsala sedan 1828, med flera in- och utländska samfund.
Trots sin omfattande lärdom är det mindre som vetenskapsman i egentlig mening än som universitetslärare Walmstedt blivit ihågkommen. Han efterträddes som professor av sin son Lars Edvard Walmstedt.
Walmstedt ligger begraven på Uppsala gamla kyrkogård.